# James R. Newman
Ne doit pas être confondu avec le mathématicien et informaticien Max Newman
Pour les articles homonymes, voir James Newman.
James Roy Newman (1907-1966) est un mathématicien et historien des mathématiques américain.

## Carrière
Newman étudie à l'université Columbia.
Il est également avocat, exerçant dans l'État de New York de 1929 à 1941. Pendant et après la Seconde Guerre mondiale, il a occupé plusieurs postes au sein du gouvernement des États-Unis, notamment celui de chef des services de renseignement à l'ambassade des États-Unis à Londres, d'assistant spécial du sous-secrétaire à la guerre et de conseiller du comité sénatorial américain sur l'énergie atomique. À ce titre, il a contribué à la rédaction de la loi sur l'énergie atomique de 1946. Il est devenu membre du comité de rédaction de Scientific American à partir de 1948, il est également membre du comité de rédaction de The New Republic. Il est également reconnu pour avoir inventé et décrit pour la première fois le concept mathématique de googol dans son livre (co-écrit par Edward Kasner) Mathematics and The Imagination.
Il a été professeur invité à la Yale Law School et il a reçu une bourse Guggenheim

## Auteur
En 1940, Newman a écrit (avec Edward Kasner) Mathematics and the Imagination (en) dans lequel il a identifié le concept mathématique d'un nombre très grand mais fini, qu'il a appelé « googol » et un autre grand nombre appelé « googolplex » - c'était la première fois que ce nombre et ce terme ont été identifiés. En 1942, Newman a écrit The Tools of War, qui est un examen illustré de la guerre. En 1948, il publie The control of atomic energy . En 1955, il écrit What is Science et en 1956, il publie The World of Mathematics, une bibliothèque en quatre volumes sur la littérature mathématique d'Ahmès le Scribe à Albert Einstein, présentée avec des commentaires et des notes (1956). La série en quatre volumes couvre de nombreuses branches des mathématiques et représente un effort de 15 ans de Newman pour collecter ce qu'il considérait comme les essais les plus importants dans le domaine. Avec des essais allant d'une biographie de Srinivasa Ramanujan par Newman à la Définition du nombre de Bertrand Russell, la série est souvent saluée comme convenant à tout niveau de compétence mathématique. La série a été réimprimée plusieurs fois par différents éditeurs. Newman a également écrit Gödel's Proof (1958) avec Ernest Nagel, présentant les principaux résultats du théorème d'incomplétude de Gödel et le travail mathématique et les philosophies menant à sa découverte d'une manière plus accessible. Ce livre a inspiré Douglas Hofstadter à entreprendre l'étude de la logique mathématique, à écrire son célèbre livre Gödel, Escher, Bach : Les Brins d'une Guirlande Éternelle et à préparer une deuxième édition de Gödel's Proof, publiée en 2002. En 1961, Newman a écrit Science and Sensibility, en 1962 The Rule of Folly et en 1963 The Harper Encyclopedia of Science .

## Publications
- James Newman, The World of Mathematics, New York, Simon and Schuster, 1956, 2535 p. (LCCN 55010060).
  - James Newman, The World of Mathematics, New York, Dover, 2003 (1re éd. 1956), 2480 p. (ISBN 0-486-43268-8).
- James Newman et Edward Kasner, Mathematics and the imagination, New York, Simon and Schuster, 1940.
- The Tools of War, Doubleday, Doran and Company 1942.
- avec Byron S. Miller : The control of Atomic Energy, McGraw Hill 1948.
- (éd) What is Science, London: Victor Gollancz 1955
- avec Ernest Nagel : Gödel's proof, 1958, nouvelle édition par Douglas R. Hofstadter, NYU Press 2001.
  - Ernest Nagel, James R. Newman, Kurt Gödel et Jean-Yves Girard, Le théorème de Gödel, Éditions du Seuil, 1989 [détail de l’édition].  — Fournit, entre deux commentaires informels, une traduction en français de la démonstration originelle de Gödel de ses théorèmes d'incomplétude.
- Science and Sensibility, 1961.
- The rule of folly, Simon and Schuster 1962.
- (éd) The International Encyclopedia of Science, 4 vol, Harper 1963 
  - The Harper Encyclopedia of Science, London: Nelson 1965.